# Гронский, Николай Павлович
Никола́й Па́влович Гро́нский (11 [24] июля 1909, Териоки — 21 ноября 1934, Париж) — русский поэт первой волны эмиграции.

## Биография
Сын юриста и политического деятеля П. П. Гронского и скульптора Н. Н. Гронской. Родился 11 (24) июля 1909 года в Териоки. Его детство прошло в Петербурге и в Тверской губернии, где в Весьегонском уезде было родовое дворянское гнездо Гронских.
Вместе с родителями находился в эмиграции с 1921 года, закончил Русскую гимназию в Париже, и поступил в Парижский университет, под влиянием отца выбрав факультет права. В 1932 году окончил его и продолжил образование в соответствии со своим определившемся призванием — был принят на третий курс факультета философии и литературы Брюссельского университета, где начал работу над диссертацией о Г. Державине.
Погиб на станции парижского метро «Pasteur» в результате несчастного случая — упал между вагонами поезда и умер от потери крови. Три недели спустя смерти Гронского была опубликована его поэма «Белладонна» (при жизни он своих стихов не печатал), о которой Марина Цветаева в декабре 1934 года написала статью «Посмертный подарок».
Известен главным образом как адресат лирики Марины Цветаевой, посвятившей ему стихотворения «Юноше в уста» (1928), «Лес: сплошная маслобойня…» (1928), цикл «Надгробие» (1928, 1935), а также статью «Поэт-альпинист» (1934) и написавшей рецензию на его посмертный сборник «Стихи и поэмы» (1936). Гронский посвятил Цветаевой два стихотворения. Сохранилась их обширная переписка (с 1928 г.). Наиболее полное издание: М. Цветаева, Н. Гронский. «Несколько ударов сердца: письма 1928—1933 годов». М.: Вагриус, 2003.

«Гронскому Париж много дал, потому что Гронский много сумел взять: Национальную библиотеку и Тургеневскую библиотеку, старые соборы и славные площади, и, что несравненно важнее, не только взять сумел, но отстоять сумел: свой образ, своё юношеское достоинство, свою страсть к высотам, свои русские истоки и, во всём его богатстве, мощи и молодости — свой язык. Взяв у одного Парижа — всё, не отдал другому Парижу — ничего».— Марина Цветаева («О книге Н. П. Гронского "Стихи и поэмы"»).

Корни поэзии Гронского — в XVIII веке, и это отдаляло его от принципов «парижской ноты», провозглашённых Г. Адамовичем. Гронский писал возвышенные, метафизические по сути стихи, разнообразные по тематике и несколько неровные в формальном отношении.
— Вольфганг Казак